# Distretto di Alacakaya
Il distretto di Alacakaya (in turco Alacakaya ilçesi) è uno dei distretti della provincia di Elâzığ, in Turchia.